# Toru Dutt

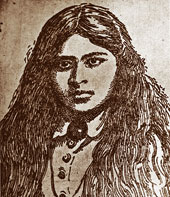
Toru Dutt

Toru Dutt (bengalisch তরু দত্ত), auch bekannt als Torulata Dutt (geboren am 4. März 1856 in Kalkutta; gestorben am 30. August 1877 in Kalkutta) war eine indische Autorin, die auf Englisch und Französisch veröffentlichte.
Viele Mitglieder von Toru Dutts Familie, darunter ihr Vater Govin Chunder Dutt, waren als Autoren tätig und veröffentlichten Prosa oder Lyrik. Die hinduistische Familie galt als progressiv und konvertierte zum Christentum. 1896 bis 1873 bereisten sie gemeinsam Europa. Dabei besuchten Toru Dutt und ihre Schwester europäische Bildungseinrichtungen und lernten so Französisch. Zunächst waren sie Schülerinnen in einem französischen Pensionat in Nizza, später besuchten sie die University of Cambridge. Aus der Zeit dieses Aufenthaltes stammt die Brieffreundschaft mit Mary Martin. Die Briefe sind erhalten und in der Sammlung von Toru Dutts Korrespondenzen enthalten. Darüber hinaus enthält diese auch Briefe Toru Dutts aus England an ihre Cousinen in Indien. Ebenso wissen wir, dass sie der französischen Autorin Clarisse Bader brieflich anbot, deren Buch Le Femme dans L’Inde Antique ins Englische zu übersetzen. In den Briefen Toru Dutts an Mary Martin nach ihrer Rückkehr nach Indien schildert sie Details aus ihrem Leben in Kalkutta ebenso wie ihren Wunsch, nach England zurückzukehren.

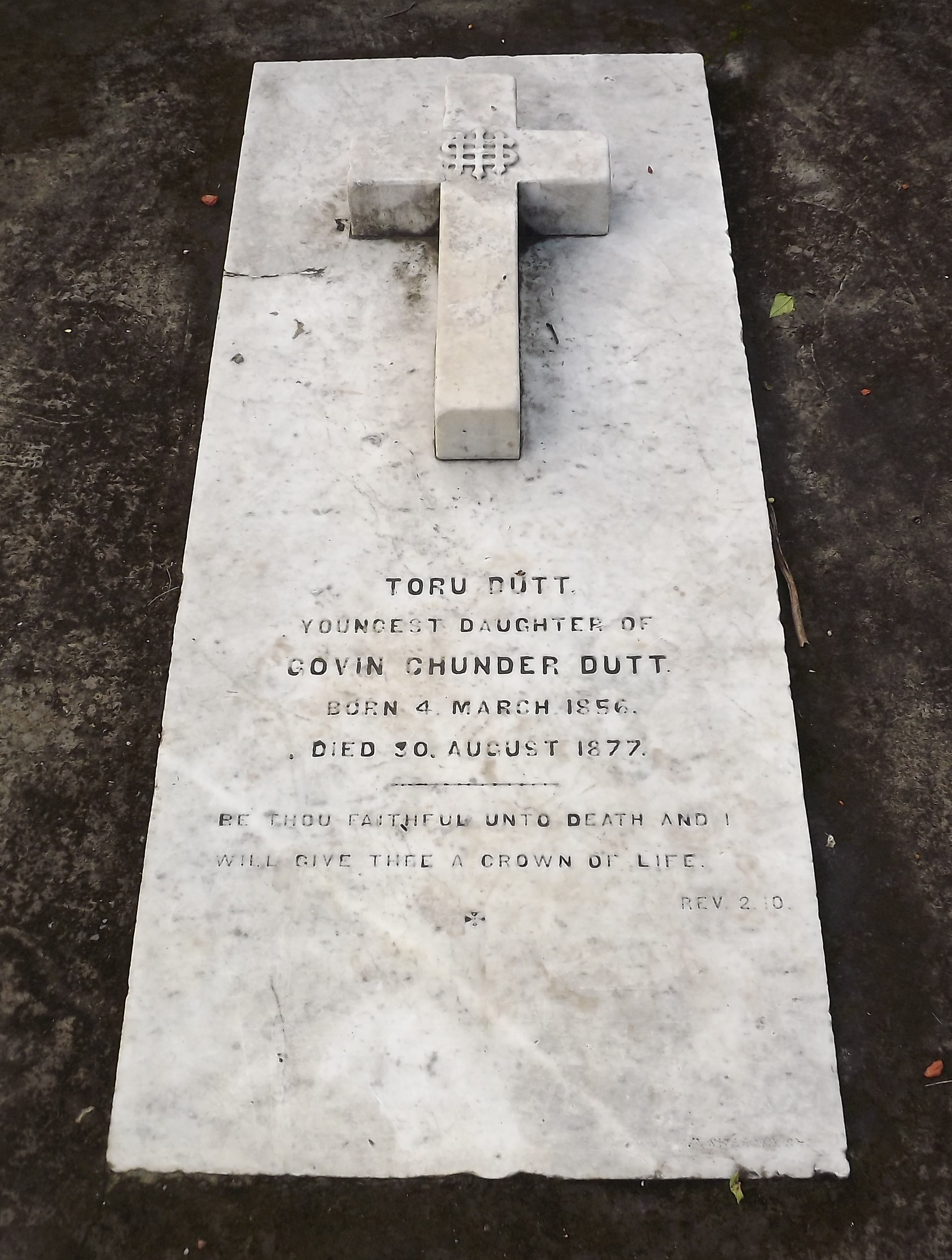
Grabstein auf dem Maniktala Christian Cemetery

Toru Dutt starb im Alter von 21 Jahren. Sie wurde auf dem christlichen Maniktala-Friedhof in Kalkutta beigesetzt, wo ihr Grabstein besichtigt werden kann.
Toru Dutt gilt als erste einflussreiche englischsprachige indische Dichterin. Ihre Werke spielen weiterhin eine Rolle im Verständnis der Literatur des Viktorianischen Zeitalters.

## Publikationen
- A Sheaf Gleaned in French Fields. Gedichte. Saptahik Sambad Press, Bhowanipore 1876
- Bianca or the Young Spanish Maiden, als Fortsetzungsroman in The Bengal Magazine vi, Januar–April 1878
- Ancient Ballads and Legends of Hindusthan Kegan Paul, London 1882
- Le Journal de Mademoiselle D’Arvers Didier, Paris 1879 – übersetzt von N. Kamala als The Diary of Mademoiselle D’Arvers Penguin Books, India 2005